# Лихула (волость)
Ли́хула (эст. Lihula ) — бывшая волость в Эстонии, в составе уезда Ляэнемаа. В 2017 году в результате административно-территориальной реформы волость Лихула была упразднена и вошла в состав новой волости — Ляэнеранна уезда Пярнумаа.

## География и описание
Площадь волости — 367,31 км², численность населения на 1 января 2017 года составляла 2217 человек.
Административный центр волости — город Лихула. Помимо этого, на территории волости находятся ещё 25 деревень.
В 1999 году волость объединилась с городом Лихула в один муниципалитет.
Исторические русские названия волости в годы Российской империи — волость Шлосс-Леаль (1890), Замок-Леальская волость (1892), волость Леаль (1899), Леальская волость (1913) — произошли от название расположенной на её территории мызы Шлосс-Леаль.

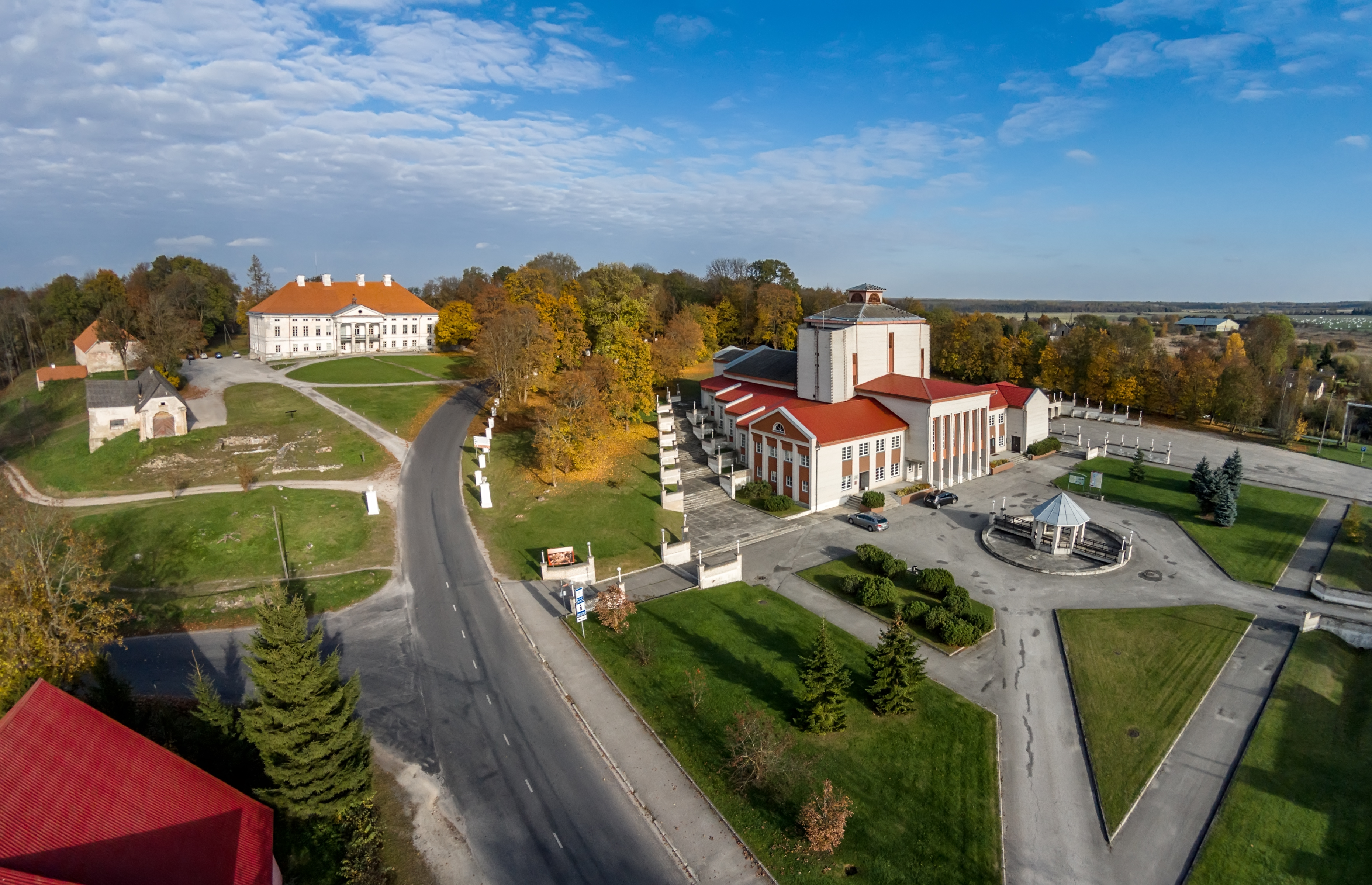
Город Лихула
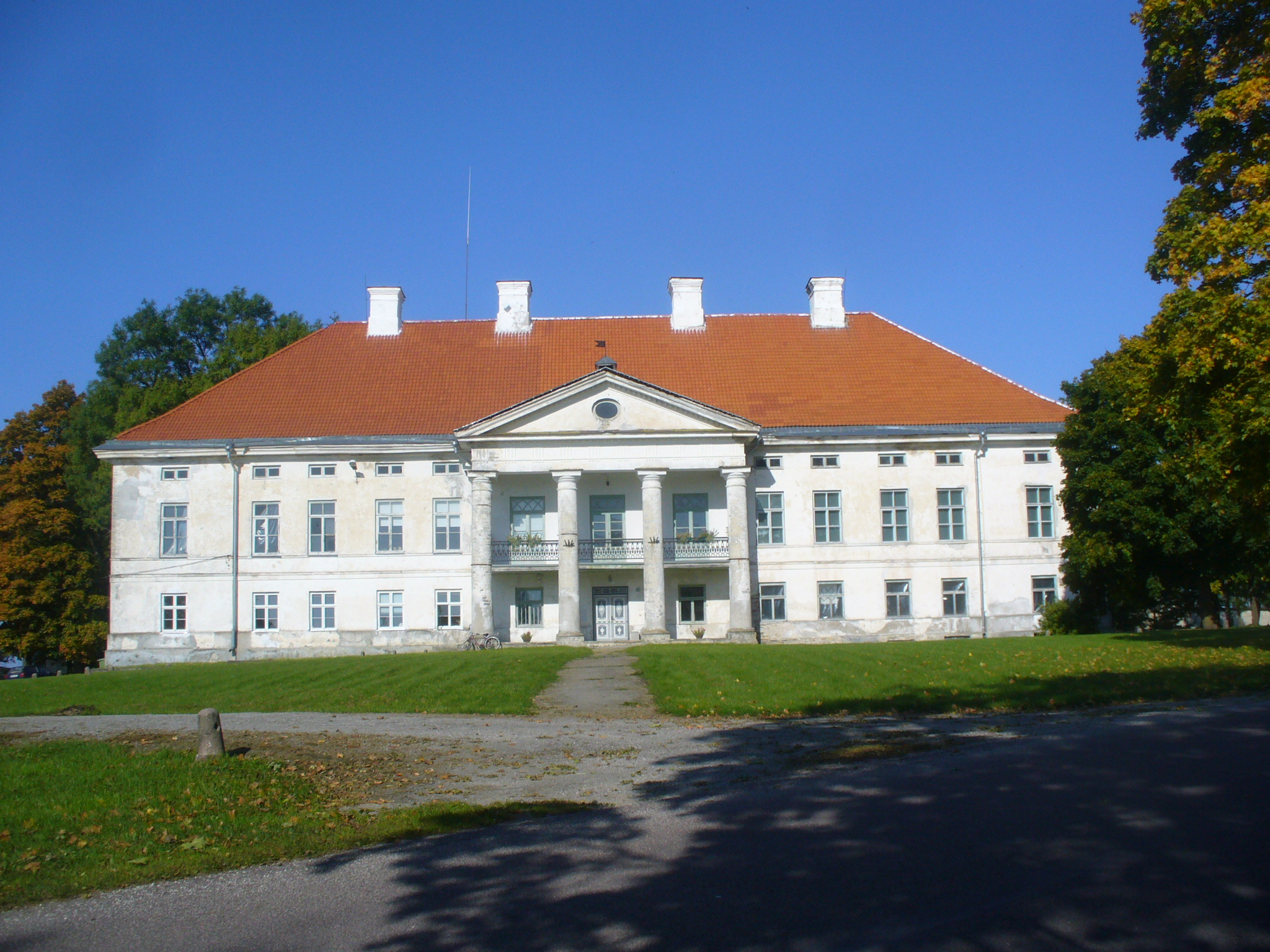
Мыза Шлосс-Леаль